# قرخ‌بلاغ (کبودرآهنگ)
قرخ بلاغ (کبودرآهنگ)، روستایی از توابع بخش مرکزی شهرستان کبودرآهنگ در استان همدان ایران است. علت نامگذاری نام روستا (قرخ بلاغ) که یک نام به زبان ترکی است و معنی آن به فارسی به (چهل چشمه) می‌باشد به دلیل وجود قنوات و چشمه‌های متعدد و پرآب بودن این روستا بوده و محصولات آن اکثراً آبی بوده به حدی که تا حد روستای پایین دست (پیر انبار) تماماً آبی بوده و از سالهای گذشته مردم روستاهای همجوار بذر گندم و جو خود که از عمده محصولات این روستا بوده تهیه می‌کردند. گردو، انگور، سیب و زرد آلو و بادام از عمده محصولات این روستا بوده و مردم روستا به کشاورزی، باغداری و دامداری مشغول بوده‌اند. این روستا از شمال با روستای مبارک‌آباد از جنوب با جیغی از شرق با پیرانبار و از غرب با روستای داس قلعه همسایه می‌باشد.

## جمعیت
این روستا در دهستان سرداران قرار دارد و براساس سرشماری مرکز آمار ایران در سال ۱۳۹۵، جمعیت آن ۵۱۷نفر (۱۶۶خانوار) بوده‌است.